# Tsuyama, Okayama
Tsuyama (津山市 Tsuyama-shi) là một thành phố thuộc tỉnh Okayama, Nhật Bản.